# Slovenska osamosvojitvena vojna
Slovenska osamosvojitvena vojna ali vojna za Slovenijo, znana tudi kot desetdnevna vojna, so bili lokalno omejeni spopadi med 27. junijem in 7. julijem 1991. Policijske sile in Teritorialna obramba so onemogočile večje akcije JLA. Z Brionsko deklaracijo je bilo uveljavljeno premirje in Slovenija je za tri mesece zamrznila osamosvojitvene procese. Zvezno predsedstvo je 18. julija 1991 sprejelo sklep, da se enote JLA v treh mesecih umaknejo iz Slovenije.

## Predhodni incidenti
Jugoslovanska ljudska armada je prvič oboroženo nastopila proti slovenski Teritorialni obrambi (TO) oktobra 1990, ko je zasedla Republiški štab Teritorialne obrambe v Ljubljani. Navzlic pritiskom JLA je Teritorialna obramba v maju 1991 začela z usposabljanjem nabornikov v dveh učnih centrih: na Igu pri Ljubljani in v Pekrah pri Mariboru.
 23. maja je JLA, na podlagi zaigranega incidenta v Pekrah, poskušala priti do vojaških obveznikov.

## Potek osamosvojitvene vojne
Opis poteka se naslanja na zapise brigadirja Janeza J. Švajncerja, dostopne na strežniku Urada vlade RS za informiranje ter Zveze veteranov vojne za Slovenijo.

### Sreda, 26. junija
Slovenska skupščina je ustavni zakon o samostojnosti sprejela 25. junija 1991, na mejnih prehodih so bile jugoslovanske table in zastave zamenjane s slovenskimi in postavljeni mejni prehodi proti Hrvaški. Isti večer se je v Beogradu sestal Zvezni izvršni svet. Sprejel je odlok o zavarovanju državnih meja v Sloveniji, s čimer sta imeli JLA in zvezna policija odprto pot za oborožen nastop proti Sloveniji. 
Vojaško-policijski nastop je bil v prvi fazi uperjen proti slovenskim mejam in letališču Brnik. Ko bi bila Slovenija odrezana od sveta, bi v drugi fazi prišel na vrsto obračun z delom Slovenije, ki je zagovarjal samostojnost, zamenjali pa bi tudi staro politično vodstvo z novim.
Proti mejnim prehodom z Italijo so 26. junija zjutraj krenile okrepljene enote iz karavel proti mejnih prehodom, o čemer je Radio Koper že dopoldne neposredno s Krvavega Potoka in Debelega rtiča poročal za Val 202. Za tem so ob 11.30 krenile proti mejnim prehodom tudi oklepne enote reškega korpusa iz Pivke, ob 13.10 pa iz Ilirske Bistrice. Ob 13.00 je Radio Koper začel s posebnim "vojnim programom" neposredno z dogajanja na terenu obveščati poslušalce, ki so odšli na ceste. Med potjo so naletele na nebranjene barikade in na spontan, ponekod zelo odločen nastop domačinov, zlasti v Vrhpolju. Neoboroženi prebivalci pohoda tankov niso mogli preprečiti, odločno pa so reagirali proti agresiji, kar je bilo pozneje značilno za vso Slovenijo. Kot grožnja slovenskim demonstrantom je v Divači ob 14.30 padel tudi prvi strel, ki ga je sprožil oficir JLA. 
Taktika nastopa JLA proti slovenskim mejnim prehodom je bila opredeljena s posebnim ukazom, ki je najprej pozival k predaji prehoda, nato je sledila grožnja z orožjem in nazadnje streljanje v bližino prehoda in v centre odpora. Po izkušnjah na Kosovu in Hrvaškem je JLA tudi v Sloveniji aktivirala oborožene sile, vendar napačno predvidevala, da bodo tudi Slovenci pokorjeni brez težav. Zato so bile enote JLA brez ustrezne logistične podpore za daljše vojskovanje, upoštevana pa niso bila bistvena taktična načela, da tanki ne nastopajo brez podpore pehote. 
Enote za vojaški poseg proti Sloveniji so oblikovali ljubljanski, mariborski, reški, zagrebški in varaždinski korpus ter letalski korpus JLA. Vsi so bili pod poveljstvom 5. armadnega poveljstva v Zagrebu. V Sloveniji je imela JLA približno 22.300 vojakov, slovenska Teritorialna obramba 16.000 pripadnikov, med vojno pa se je število povečalo na 35.200. Slovenska policija je imela okoli 10.000 aktivnih in rezervnih pripadnikov, JLA pa je imela popolno premoč v orožju in močne oklepne enote s podporo vojnega letalstva. Slovenska vojska in policija sta imeli samo pehotno oborožitev, nekaj protiletalskih topov 20 mm in minometov 82 mm, vendar niti enega tanka, letala ali topniških enot. Boju z oklepniki so bili namenjeni ročni raketometi Armbrust, obrambi pred nizko letečimi letali pa prenosne rakete Strela-2M.

### Četrtek, 27. junija
Vojna za Slovenijo se je začela ob 1:15 ponoči, ko je protiletalska oklepna baterija JLA pri Metliki prestopila državno mejo. Ob 2:40 je iz vojašnice na Vrhniki proti letališču Brnik krenil 1. oklepni bataljon. 
Kolono oklepnikov, ki je prodirala skozi Belo krajino, je sestavljalo 12 bojnih oklepnih vozil s tricevnimi protiletalskimi topovi 20 mm in več tovornjakov. Ustavila jih je barikada v Pogancih. V stopnjevanju napetosti med pripadniki Teritorialne obrambe in vojaki so padli prvi streli. Ob 10.30 je kolona odpeljala proti Ljubljani, vendar jo je ob 15:45 ustavila zapora na cesti pri Medvedjeku.
Oklepni bataljon z Vrhnike je proti Brniku prodiral v dveh kolonah. Na poti je naletel na improvizirane, nebranjene barikade iz avtomobilov. Ena oklepna kolona je prodirala po avtocesti in ljubljanski obvoznici ter skozi Trzin in Mengeš, druga po stari cesti, pri čemer je po pomoti zavila v gozdove na Toškem čelu in pri obračanju na ozki cesti izgubila dva tanka. Prvi tanki so prišli na letališče Brnik okoli 7. ure zjutraj. Zavzeli so okolico letališča, enota Teritorialne obrambe pa jih je napadla okoli 18. ure. Po napadu so tanki zavzeli položaj za krožno obrambo. Zaradi neizvedbe načrtovane blokade oklepnikov JLA iz vrhniške kasarne, ki so sredi noči neovirano krenili proti slovenski prestolnici in največjemu letališču v mladi slovenski državi, je bil tri dni pozneje odstavljen in zamenjan Miha Butara, poveljnik ljubljanske TO. 
V Trzinu so za kolono JLA z Vrhnike ostali trije oklepni transporterji in vozilo za zveze. Proti večeru so se iz dveh helikopterjev JLA izkrcali pripadniki diverzantskega odreda, ki so prišli na pomoč oklepnikom. V približno 20 minut trajajočem spopadu s policijsko specialno enoto in Teritorialno obrambo so padli štirje vojaki JLA in pripadnik Teritorialne obrambe Edvard Peperko. Drugi vojaki JLA so se predali, vojaki diverzantskega odreda JLA pa so se umaknili proti Depali vasi in bili naslednji dan ujeti. 
Deset tankov je iz Maribora približno ob 9. uri odpeljalo proti Šentilju, pet tankov ter 10 oklepnikov pa proti Dravogradu. Kolono, ki je prodirala proti Šentilju, je ustavila branjena barikada v Pesnici. Okoli poldneva so jo začeli obstreljevati in jo zažgali. Pripadniki Teritorialne obrambe so tanke napadli okoli 17.30. Na mostu čez Dravo je bila zavrnjena tankovska kolona polkovnika Popova, ki je poskušala prodreti s hrvaške smeri. Ustavljena je bila oklepna kolona, ki je prišla v Slovenijo pri Razkrižju.
V Dravogradu popoldan je 115. PDIV zajela zvezne policiste, ki so pristali s helikopterjem na stadionu.
Zvečer je bil pri vasi Rigonce ustavljen poizkus vdora oklepne kolone JLA. Ob 20.45 je bil z dvema minometoma 82 mm izveden napad na letališče Cerklje ob Krki, nato pa je večina letal letališče zapustila. Do ostrega spopada s kolono JLA je prišlo v Kosezah pred Ilirsko Bistrico, padli so trije vojaki JLA. 
Zvečer je bil po ukazu Republiške koordinacije z Janezom Janšo na čelu, z namenom "psihološkomotivacijskega obrata", na Igu sestreljen vodilni od treh neoboroženih helikopterjev Mil Mi-8 z lažno oznako Rdečega križa, ki je poskušal raketirati in desantirati na 510. učni center TO na Igu. Sestrelil ga je Zoran Dernovšek.
Specialna enota pod poveljstvom Toneta Krkoviča je v Rožni dolini v Ljubljani sestrelila še en neoboroženi helikopter JNA, gazelo št. 664, s pilotom kapetanom Antonom Mrlakom in kopilotom tehnikom letalcem Bojančetom Sibinovskim, in sicer z obrazložitvijo, da naj bi krožil v ožji branjeni zoni teritorialne obrambe Ljubljane in preletaval nad samim sedežem poveljstva, čeprav je v resnici Mrlak proti Vrhniki kot ponavadi letel nad železnico ob Tivoliju (gl. prikaz poti helikopterja iz knjige Skrito povelje). Po nekajkratnih poveljih in preklicih sestrelitve sta bili proti helikopterju izstreljeni dve raketi Strela. Prva je zgrešila in padla nekje v parku Tivoli. Druga izstreljena s strehe nekdanje poslovne stavbe Iskre pa je začela nizko spremljati cilj in ga zadela v Rožni dolini. Pozneje se je izkazalo, da je bil pilot slovenskega rodu namestnik poveljnika enote na Brniku kapetana Jožeta Jerića (Jerić je bil leta 1990 neposredno odgovoren komandi v JRV in PVO Beogradu za odvzem 12 letal Kragulj, ki so bila v lasti TO Slovenije). Mrlak se je na nalogo prevoza kruha v vrhniško kasarno javil sam. Pred tem naj bi se z Jelkom Kacinom, osebnim prijateljem, ki je bil njegova zveza s slovenskimi obrambnimi silami, dogovarjal in pripravljal prelet 2–3 helikopterjev iz JLA v slovensko TO. Temeljno javno tožilstvo v Ljubljani, ki je primer obravnavalo, ni ugotavljalo, ne kdo je streljal, ne kdo je izdal povelje, ne kdaj se je to zgodilo, niti od kod so streljali na helikopter, čeprav so ljubljanski kriminalisti sam dogodek raziskali in, kot je običajno, izsledke poslali tožilstvu. Vodja tožilstva Tomaž Miklavčič je sestrelitev kvalificiral kot "padec helikopterja" in jo že februarja 1992 dal v arhiv.  Kljub temu, da je bil Mrlak morda sestreljen zaradi napake, so ga omenjali zgolj kot pripadnika JLA. Mrlakova družina si je za njegovo rehabilitacijo prizadevala več let. Status padlega za Slovenijo mu je bil priznan leta 2000.

### Petek, 28. junija
Ponoči so slovenske oborožene sile krepile blokade in novo mobilizirane enote Teritorialne obrambe usmerjale proti zavzetim mejnim prehodom. Vse koordinacijske podskupine so dobile ukaz: »Na vseh točkah, kjer so oborožene sile RS v taktični prednosti, izvršite ofenzivne akcije proti okupatorskim enotam in objektom. Nasprotnika pozivajte k predaji, določite čim krajši rok in izvedite akcijo z vsem razpoložljivim orožjem. Pri akcijah poskrbite za evakuacijo in varnost življenj civilnega prebivalstva.«
Tanki, ki so prenočili pred barikado v Pesnici, so do sedme ure zjutraj barikado odstranili in nadaljevali z vožnjo proti Šentilju. Ustavila jih je barikada na Ranci, pri Kaniži sta dva tanka obtičala. Druge tanke je okoli 10.30 ustavila branjena barikada v Štrihovcu. Pripadniki Teritorialne obrambe in policije so tanke napadli. Po 11. uri so prišla tankom na pomoč letala jugoslovanskega vojnega letalstva in raketirala ter obstreljevala barikado. Ob 13.30 so spet napadla štiri letala, pri tem so bili štirje vozniki tovornjakov ubiti. Tankovska kolona je nato barikado obšla, vendar se je kmalu ustavila. 
Kolona JLA iz Maribora v sestavi kamionov, oklepnih vozil in protiletalskih oklepnikov 20/3mm je ves čas svoje poti bila ovirana z barikadami na svoji poti do Koroške. Ob 2:30 je napadla 28. samostojna četa iz Mislinje in jo 400 m pred barikado v Dravogradu ustavila. S prihodom EPN jurišnega odreda na to območje se je vnel nov spopad v katerem je žal padel Vincenc Repnik okrog pol osmih istočasno pa tudi dva miličnika v bitki za Holmec, ki se je začela ob 5:30. Nosilka napada na Holmec je bila 115 PDIV četa, ki je v sodelovanju z ostalimi enotami TO in policije prisilila JLA v stražnici po peturnih bojih k predaji. 
Ob 9.50 so slovenske enote napadle oklepno kolono JLA na Medvedjeku. V napadih letalstva JLA je bilo ubitih šest voznikov tovornjakov. 
V Limbušu pri Mariboru sta bila uspešno napadena dva tanka JLA. Na Gibini je bil ustavljen prodor oklepne kolone iz Hrvaške. Pred Dravogradom je bila ustavljena oklepna kolona JLA, ki je prodrla iz Maribora. Po ostrem spopadu je bil zavzet mejni prehod Holmec. Padla sta dva policista in trije vojaki JLA, 91 je bilo zajetih. Enote Teritorialne obrambe so napadle vojašnico Bukovje pri Dravogradu. Jugoslovanska letala so napadla letališče Brnik, oddajnike Krim, Kum, Boč in Nanos ter Karavanški predor, Kočevsko Reko in Mursko Soboto. 
V Dravogradu sta ob 15:35 uri dva aviona MIG-21 raketirala okolico mostu. Na letališču Turiška vas -Slovenj Gradec je na isti letali streljala novoustanovljena enota LPA 20/1mm in eno letalo lažje zadela. 
OB 17:30 sta dva lovca MIG 21 visoko preletela Dravograd zgrešila cilj in nadaljevala brez napada ter prišla v avstrijski zračni prostor. Avstrijska vojska na to ni bila pripravljena in je alarmirala svoje letalske sile ko sta Mig-a že odšla.  
Popoldne je enota pripadnikov vojaške varnostno-obveščevalne službe in vojaške policije zasedla Radijsko-prisluškovalni center JLA na Rožniku v Ljubljani.
Oklepna kolona polkovnika Popova, ki je v Slovenijo prodrla pri Razkrižju, je zavzela mejni prehod Gornja Radgona. Domači prostovoljci Marjan Gavez, Matjaž Perša, Ivan Berlak so ji zažgali tovorne avtomobile. Zavzeto je bilo skladišče JLA v Borovnici, s čimer se je oborožitev Teritorialni obrambi bistveno izboljšala, zavzeli so skladišče v Leskovcu. Neuspešen pa je bil napad 30. razvojne skupine (30. RSK, kasneje MORiS) na vojašnico v Ribnici brez sodelovanja in usklajevanja s TO Ribnica, ki se je predtem z vodstvom vojašnice dogovorila o nenapadanju. V Črničah v Vipavski dolini je Teritorialna obramba odgovorila na ogenj iz kolone JLA, dva vojaka sta padla. Enota Teritorialne obrambe je napadla vojake na mejnem prehodu Rožna Dolina, dva tanka sta bila uničena, trije zajeti, trije vojaki JLA so padli, 98 pa je bilo ujetih. Zavzet je bil prisluškovalni center JLA na Rožniku pri Ljubljani in uničen prisluškovalni center JLA na Suhi. Izvedena sta bila napada na vojašnico Škofja Loka in skladišče JLA Drulovka. Na letališču Brnik je JLA ubila dva avstrijska novinarja. Ponoči se je tankom ob letališču približal pripadnik Teritorialne obrambe Peter Petrič, streljal na poveljniški tank, ranil poveljnika in pri tem izgubil življenje. 
JLA je ob 21. uri razglasila prekinitev ognja, saj so bile obkoljene enote v vedno težjem položaju. JLA izgubi sistem poveljevanja enotam zaradi prekinitve dobave električnega toka in vode v blokiranih kasarnah. JNA se zaveda možnosti izbruha epidemije med svojimi vojaki. Morala vojakom zelo pade in želijo si domov.

### Sobota, 29. junija
V noči s petka na soboto so se predstavniki Slovenije v Zagrebu sestali s tremi zunanjimi ministri Evropske skupnosti in predsednikom ZIS. Sprejeli so dogovor o ustavitvi sovražnosti, ki pa je bil tako nejasen, da do njegove uresničitve ni prišlo. 
Dopoldne so se vdali vojaki in zvezni policisti, ki so bili obkoljeni v letalski bazi JLA na letališču Brnik. V skladišču goriva JLA v Mokronogu je podoficir streljal na poveljnika, ki se je hotel vdati, in grozil, da bo razstrelil rezervoar z gorivom. Uspešen je bil napad na bojno oklepno vozilo JLA pri Moretinih in spopad policistov z vojaki JLA pri Škofijah. V Štrihovcu je bila razbita tankovska kolona, ki je prodirala proti Šentilju. Tanki razpadle kolone so pozneje sestavljali tankovsko četo Teritorialne obrambe. Popoldne so se po pogajanjih predali vojaki JLA stražnice Vrtojba, ki so bili okrepljeni z vojaki iz Vipave. Proti večeru pa so se po uspešni akciji miličnikov predali vojaki JLA in zvezni miličniki na mednarodnem mejnem prehodu Vrtojba, skupaj se je vdalo 140 vojakov in 8 zveznih miličnikov, zaseženih je bilo tudi 7 tankov.
30. RSK (MORiS) je odvzela prostost častniku JLA Šefketu Suljeviću, potem ko je zaradi dogodkov v Gornji Radgoni na ribniški policijski postaji že podpisal izjavo o prestopu v slovensko TO. Namesto v zbirni center za vojake JLA so ga morisovci odpeljali na svoj sedež v Kočevski Rog, kjer so ga več dni mučili. Zdravnici, ki ga je nato pregledala, so zagrozili, naj bo o pregledu in izvidih popolnoma tiho. (Suljevića so morisovci drugič prijeli 17. oktobra 1991 in ga zadrževali dober teden, ves čas zavezanih oči in golega, nato pa ga izgnali iz Slovenije. Njegovi ženi, Slovenki, je šele po desetletju uspelo izboriti njegovo vrnitev k družini, ki si jo je z njo ustvaril v Ribnici.)
Od Predsedstva RS in Vlade RS je JLA s pisnim ultimatom zahtevala kapitulacijo Slovenije. Zadnji rok je bil 30. junija ob 9. uri. Zvečer se je sestala slovenska skupščina, se opredelila za mirno rešitev krize, vendar slovenska neodvisnost ni smela biti ogrožena.

### Nedelja, 30. junija
Zaradi neučinkovitosti in neodločenosti v prvih dneh vojne, ki sta Jugoslovanski ljudski armadi že takoj na začetku omogočili premik oklepnikov z Vrhnike v bližino Ljubljane in na letališče Brnik, je bil ta dan odstavljen in zamenjan poveljnik ljubljanske TO Miha Butara.
Ob 9. uri je bil zračni alarm, z letališč na Hrvaškem so proti Sloveniji poletela letala JLA, vendar so se kmalu obrnila in vrnila na letališča. V varaždinskem, zagrebškem in reškem korpusu je JLA oblikovala nove sile za napad na Slovenijo. Celotna eskadrilja bombnikov je namenjena v Novo Gorico, kjer naj bi zravnali z zemljo policijsko postajo in dvorišče, na katerem so bili vsi zajeti tanki . Milan Kučan je interveniral po telefonu pri Ante Markoviću, ki je kot vrhovni poveljnik JLA  zahteval preklic akcije,ter tako rešil pred uničenjem velik del Nove Gorice in s tem verjetno več tisoč življenj, saj je bila trasa letalskega napada začrtana po izvidniškem ogledu dveh migov v soboto opoldan in je potekala vzdolž Kidričeve ulice od občine do policijske postaje, s čimer bi zajela tudi stavbo sodišča hotela Perla in precej hiš na griču nad policijsko postajo ter Ščedne.  
Enote Teritorialne obrambe so napadle ploščad pred Karavanškim predorom, ponoči pa je bil sprejet dogovor o izročitvi predora. Zavzeli so center zvez nad Senožečami. 
Iz zaplenjenih tankov je bila pri Novi Gorici organizirana tankovska četa Teritorialne obrambe z devetimi tanki.

### Ponedeljek, 1. julija
Okoli pol treh zjutraj je prišlo do požara in eksplozije, ki je uničila skladišče orožja JLA v Črnem Vrhu nad Idrijo. V skladišču je bilo orožje slovenske Teritorialne obrambe. 
Po spopadu, v katerem je padel poveljnik, se je vdala stražnica JLA v Novi vasi. JLA je s helikopterji z oznako Rdečega križa dovažala okrepitve in opremo obkoljenim enotam. Oklepna kolona na Medvedjeku se je ponoči izvlekla iz blokade, saj so enote TO po napadu letalstva JLA zapustile položaje brez zavarovanja. Vojaki JLA so odstranili zaščitno ograjo na avtocesti in se z oklepniki po vzporedni cesti napotili v smeri Brežic. Kolona je v Krakovskem gozdu ponovno naletela na blokado TO. Po neuspelih pregovorih o predaji je bil ob 05.15 uri neuspešno izveden napad na kolono. Po klicu na pomoč je JLA napadla z letali Jastreb. Uničeno je bilo eno BOV vozilo in nekaj poškodovanih. Ubitih je bilo nekaj vojakov JLA in ranjen en teritorialec. TO so zapustile svoje položaje že pred letalskim napadom saj je bilo izdano obvestilo o prihodu letal JLA. Kolona je ostala razbita in nezavarovana, zato se je major Prodanovič, poveljujoči kolone JLA, odločil, da peš z vojaki zapusti kolono. Odpravili so se preko Gorjancev v matično enoto v Jastrebarskem. V bližini vasi Planina jih je dohitela in obkolila številčno slabša posebna enota policije pod poveljstvom Andreja Bobeka. Z zvijačo so napravili vtis, da gre za veliko večjo enoto in po kratkih pregovorih se je major Prodanovič z enoto, brez borbe, predal. 
Zvečer je sledil nov ultimat JLA Sloveniji.
Zavzeto je bilo skladišče MES Zaloška Gorica.

### Torek, 2. julija
Drugi julij je pomenil prelomnico v vojni za Slovenijo. Oklepnomehanizirani bataljon JLA iz Jastrebarskega je skušal prodreti v Slovenijo in rešiti obkoljeno kolono v Krakovskem gozdu, vendar je bil zaradi dobre taktike TO preusmerjen na staro cesto kjer je bil ustavljen in zavrnjen v zasedi pri Prilipah. TO z ostrostrelskim strelom zadene poveljujočega oficirja na tanku ostalo opravijo z RB-ci. Uničen en tank T-84. Kupola tega tanka je sedaj umeščena v zbirko Vojaškega muzeja Slovenske vojske in razstavljena v muzeju Park vojaške zgodovine Pivka.  
V napadu JLA izgubi poveljnika enote ostanek se v paniki obrne nazaj proti Hrvaški saj nihče od preostalih oficirev ni hotel prevzeti poveljstva nad kolono.  
Ob 13:30 se je z ognjem iz tankovskih topov Teritorialne obrambe začel napad na stražnico JLA v Šentilju. Na položaje vzhodno od mejnega prehoda je bilo izstreljenih 65 granat in na stražnico 25 granat. Vojaki JLA so jo zapustili. 
OB 15:22 je enota LPA 20/1 mm streljala na 4 avione na Dobrovi pri Dravogradu, ki so takoj odleteli. V bližini blokirane kolone JLA v Dravogradu so ta letala odmetavala svetleče vabe, ker je imela enota LPA 20/1mm tudi dve raketi STRELA -2M. 
ob 16:00 se je vnel več urni boj v Dravogradu med kolono JLA, kasarno Bukovje in enotami TO obrambe. 
Ob 16:15 so na mejnem prehodu Gornja Radgona enote Teritorialne obrambe napadle oklepnike JLA, streljanje iz tankov pa je uničilo del mesta. Oklepnikom sta pomagali dve letali. 
Zavzeto je bilo skladišče JLA v Ložnici, ekonomija Rajhenav in nekdanja skladišča Teritorialne obrambe na Prulah v Ljubljani. Letala JLA so napadla oddajnike na Nanosu, Kumu in v Domžalah, barikadi pri Čatežu in v Krakovskem gozdu. Po ostrem spopadu, v katerem je padel poveljnik, se je vdala stražnica Kuzma. V Mariboru so iz vojašnice Franca Rozmana-Staneta s havbicami streljali proti Pohorju. Pripadniki oboroženih sil TO pred Dravogradom so, po napadu letal JLA, od 15:30 do 21:30, doživeli nov spopad z oklepno kolono. 
Iz vojašnice na Vrhniki so tanki odpeljali proti Ljubljani in proti Logatcu, vendar so jih na Cesarskem vrhu in v Sinji Gorici ustavili. Napadena je bila oklepna kolona v vasi Orehek, zavzeta sta bila mejna prehoda Fernetiči in Gorjansko. 
Predsedstvo RS je ob 21. uri sprejelo sklep o enostranski ustavitvi ognja, pri čemer je ugotovilo, da je bila vojaška ofenziva iz Beograda že zlomljena. V večernih poročilih je na TV nastopil načelnik Generalštaba Blagoje Adžić z grožnjo: »Zagotovili bomo nadzor in stvari privedli do konca!«

### Sreda, 3. julija
Iz vojašnic v Beogradu je proti Sloveniji krenila gardna oklepnomehanizirana divizija, vendar je zaradi okvar iz ure v uro večji del vozil ostajal ob cesti in pohod proti Sloveniji je propadel. Kasneje je ta enota razformirana. Potrebno je povedati, da je bila enota sestavljena iz samih oficirjev in podoficirjev, česar pa si JLA seveda ni mogla privoščiti.  
Zjutraj so pripadniki Teritorialne obrambe in policije obkolili vojake JLA, ki so se umaknili iz stražnice Šentilj. Brez boja sta se predala dva oficirja, trije podoficirji in 45 vojakov. Pri Vidmu ob Ščavnici je bil spopad z oklepno kolono, ki je prodirala proti Gornji Radgoni. Pri Radencih je bila dokončno ustavljena oklepna kolona JLA, ki je prodrla iz Hrvaške, da bi pomagala obkoljeni enoti na mejnem prehodu Gornja Radgona. Uspešen je bil napad na oklepno kolono na Kogu. Tudi JLA je sprejela dogovor o ustavitvi ognja. Helikopterji JLA z oznako Rdečega križa so dovažali okrepitve. Zaradi dogovora o premirju Slovenija ni ukrepala.

### Četrtek, 4. julija
TO je zasedla vse mejne prehode. Enote JLA se vračajo v vojašnice in na Hrvaško. TO je dovolila umik tankovski koloni z Brnika in oklepni koloni pred Dravogradom. V Mariboru je ob napadu JLA na policijsko vozilo ubit policist Robert Hvalc. Oklepni koloni JLA je dovoljen umik iz Gornje Radgone.

### Nedelja, 7. julija
Na Brionih se je delegacija Evropske unije sestala s slovensko, hrvaško in zvezno delegacijo. Po petnajsturnih pogajanjih so sprejeli Brionsko deklaracijo, s katero so bile ustavljene sovražnosti na ozemlju Slovenije, slovenska stran je za dobo treh mesecev zamrznila svoje osamosvojitvene aktivnosti, kljub temu pa sta slovenska vojska in policija ohranili popolno suverenost na slovenskem ozemlju.

## Povzetek
Predsedstvo SFRJ je 18. julija sprejelo odločitev, da se JLA v treh mesecih z orožjem in opremo umakne iz Slovenije. Zadnji vojaki jugoslovanske vojske so Slovenijo zapustili iz koprskega pristanišča v noči s 25. na 26. oktober 1991.
Spopadi so, po do sedaj znanih podatkih, zahtevala skupno 76 žrtev: 19 na slovenski strani, 45 na strani JLA, 12 pa je bilo tujih državljanov. Slovenska stran je imela 182 ranjenih, JLA pa 146. Enote TO so zajele 4693 pripadnikov JLA in 252 pripadnikov zvezne milice, JLA pa je imela v desetdnevnem spopadu uničenih ali poškodovanih 31 tankov, 22 oklepnih transporterjev, 172 transportnih vozil in 6 helikopterjev.

## V filmu
Vojna za slovenijo je prikazana v filmih:
- Sivi kamion crvene boje (2004) - Celovečerni
- '91 (2021) - Kratki igrani film[12]

Dokumentarci:
- Slovenija na barikadah (julij 1991), RTV Slovenija
- Operacija 2-1-13-62 (maj 1992), RTV Slovenija
- The Death of Yugoslavia: Wars of Independence (1995), BBC dokumentarec
- TO-001 VELENJE (december 2006), igrano-dokumentarni film Ministrstvo za obrambo Republike Slovenije
- Zamolčani dan - Slovenska osamosvojitvena vojna (2006), RTV Slovenija
- Sen 1991 (2021) - celovečerni dokumentarno-igrani film, Studio Siposh
- Vojna brez sovraštva (2023)[13] igrano-dokumentarni film RTV Slovenija